# Der Tritschtratsch
Der Tritschtratsch ist eine locale Posse mit Gesang in 1 Ackte von Johann Nestroy. Sie wurde am 20. November 1833 zum Vortheile des von Seiner Excellenz dem Herrn Grafen Ferdinand von Pálffy gegründeten und von einer hohen Landesstelle sanktionirten Pensions-Institutes uraufgeführt.

## Inhalt

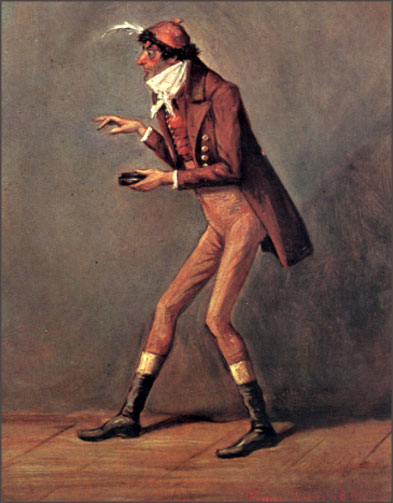
Nestroy als Tratschmiedl (Ölbild, 1866, von Franz Xaver Gaul)

Die fünf Putzmacher-„Freundinnen“ Maries zerreißen sich den Mund über deren Verlobung mit Gottlieb. Auf der Suche nach einem dunklen Punkt in dieser sie mit Neid erfüllenden Liebschaft ist ihnen der geschwätzige Tabakverkäufer Tratschmiedl eine große Unterstützung. Der lässt den ganzen Tag sein Mundwerk laufen:
„Meine Knabenjahre angefüllt mit mehreren Kleiderbeschmutzenden, Fensterzerschlagenen, Schulstürzengegangenen, Schopfgebeutelten, Buckelzerhauten und anderen bubentlichen Kleinigkeiten will ich ihrer uninteressanten Zartheit wegen verschweigen, […]“ (10. Scene)
Nach einem Gespräch mit Frank, der sich unvorsichtigerweise als wahrer Vater Maries bezeichnet, trägt Tratschmiedl die Sensation, Marie sei gar nicht Wurms Tochter, sofort unter die Klatschbasen, damit sie weitererzählt werde. Auch die Tante Gottliebs, Madame Grüneberger, eine durch Hochzeit einst nach Wien zugereiste Berlinerin, ist entsetzt darüber, was sie erfährt:
„Na, und ich werde niemals zugeben, dass mein Neveu ein Mädchen heirathen thut, das keinen Vater nicht hat.“ (19. Scene)
Gottlieb gibt vorerst nach, auf Maries Vorhaltungen streiten alle Plappermäuler ab, die erste gewesen zu sein und schieben die Schuld auf Tratschmiedl. Dennoch kommentieren sie schadenfroh die nun scheinbar unmöglich gewordene Verlobung. Als aber Frank sich offen als sehr vermögender Vater zu erkennen gibt und Gottlieb, der sich letztlich standhaft zu Marie bekannt hat, eine Mitgift von 50.000 Gulden zusagt, fallen alle Neiderinnen entsetzt in Ohnmacht und gratulieren dann mit erzwungener Freundlichkeit.
„Ich muss sagen, der ihr Glück / Zürnt mich, dass ich erstick,
Ich weiß nicht wie mir gschicht / Das ist dumm, ich fall um.
In ein Wagen wird sie fahrn / Wier gehn z' Fuss wie die Narrn.
Sackerlot, Sackerlot, ja das is mein Tod.“ (Schluss-Quodlibet)

## Werksgeschichte

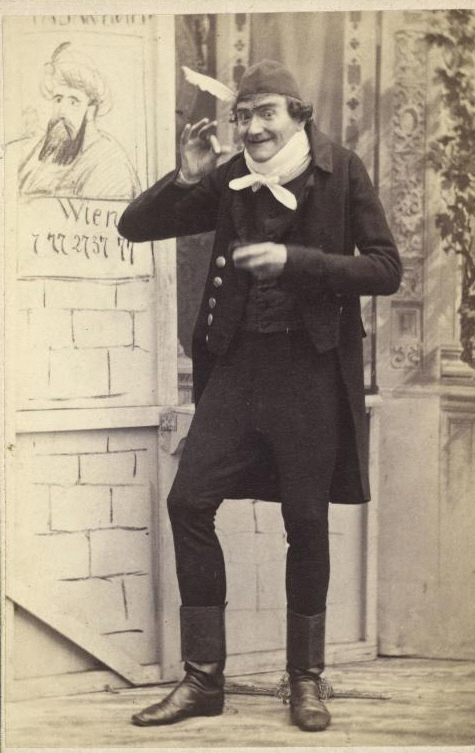
Nestroy als Tratschmiedl; Fotografie, um 1860

Die Quelle zu Nestroys Werk war das Vaudeville Die Klatschereien von Louis Angely, uraufgeführt am 24. März 1826 am Königsstädtischen Theater in Berlin. Nestroy hielt sich ziemlich genau an die Vorlage, straffte allerdings den Text und übertrug das Berliner Lokalkolorit, vor allem die Sprachmelodie, ins Wienerische – mit Ausnahme der Rolle der Madame Grüneberger. Bei der ersten Aufführung stand Nestroys Name als Autor noch nicht auf dem Theaterzettel, erst ab der zweiten Vorstellung wurde er genannt („Für diese Bühne bearbeitet von Johann Nestroy“). Allerdings hatte Direktor Carl Carl schon bei den Vorankündigungen dafür gesorgt, dass das Publikum und die Kritiker Bescheid wussten.
Für die Premiere in Wien war der Lübecker Frauendarsteller Doralt angekündigt worden, spielte aber aus unbekannten Gründen dann doch nicht die Madame Grünberger. Da die Einspringerin, Frau Fehringer, offenbar die geforderte Gesangsleistung nicht bringen konnte, schrieb Nestroy das große Duett Grüneberger/Tratschmiedl auf seine Lebensgefährtin Marie Weiler (Babett) um.
Der Tritschtratsch wurde stets zusammen mit einer andern kurzen Posse aufgeführt. Bei der fünften Vorstellung war dies Maurer-Polier Kluck's Reise von Berlin nach Wien, wobei die Personen dieses Vorspannes in den Tritschtratsch eingebaut wurden – der Polier Kluck, eine Hosenrolle, übernahm dabei die Rolle des Frank, Maries echtem Vater.
Johann Nestroy spielte den Tratschmiedl, Franz Gämmerler den Gottlieb Fiedler, Ignaz Stahl den Inspektor Wurm, Marie Weiler die Mamsell Babett, Eleonore Condorussi die Mamsell Charlott und Elise Zöllner die Mamsell Katton. Wenzel Scholz hatte lediglich in der fünften Vorstellung eine Rolle, er gab den Maurergesellen Schneck.
Mehrere Bühnenmanuskripte des Werkes (insgesamt mindestens 16 Stück) sind vorhanden, allerdings kein eigenhändiges von Nestroy selbst. Das älteste erhaltene Manuskript von fremder Hand trägt den Titel Der Tritschtratsch. Locale Posse mit Gesang in 2 Acten von J. Nestroy. Musick von Capellmeister Ad. Müller. und weist damit darauf hin, dass durch den Rollenausbau für Madame Grünberger und ein längeres Quodlibet am Schluss das Werk oberflächlich auf zwei Akte ausgebaut worden war. Trotz dieser Änderungen steht dieses Manuskript dem Original Nestroys nach derzeitigen Forschungsergebnissen am nächsten.
Von Adolf Müller ist eine einzige Original-Partitur erhalten, die das Duett Madame Grüneberger/Tratschmiedl enthält, das von Nestroy eigenhändig auf Marie Weiler (Babett) umgeschrieben worden war; außerdem das Quodlibet mit unvollständigem Text, von Nestroy teilweise ergänzt.

## Zeitgenössische Rezeption
Die Zeitungskritiken waren teils ziemlich positiv, teils eher ablehnend, alle jedoch mit besonderer Betonung der ausgezeichneten Darstellerleistungen.
Der Wanderer schrieb am 22. November 1833 (Nr. 326, S. 4.):
„Eine Tochter, die doch eigentlich keine Tochter ist, ein Chor plapperhafter Marchande de Modes-Demoisellen und ein redseliger, intriguanter Tabakkrämer sind die Hauptingredienzien dieser Posse, die theils durch Hrn. Nestroy’s komisches Spiel, theils durch ein Duett und ein Quodlibet-Finale recht viel Lachen erregte. Hr. Nestroy wurde nach dem Duette mit Dlle. Weiler und am Schlusse gerufen.“
Vorsichtig lobend äußerte sich Adolf Bäuerles Wiener Theaterzeitung am 23. November (Nr. 1833, S. 942.):
„Hr. Nestroy belebte die Kleinigkeit durch eine höchst wirksame Komik, die Schauspielerinnen Zöllner, Frey, Weiler, Condorussi, Fehringer, Planer und Bianchi wirkten sehr entsprechend […]“
Der stets Nestroy-kritische Franz Wiest konnte nicht umhin, die Darstellung zu loben, fand am Stück allerdings weniger Freude (Der Sammler, 30. November, S. 575 f.):
„Die Idee der Intrigue, die an einem losen Faden sich durch die Posse windet, ist alt und sehr verbraucht. […] Herr Nestroy gab den Tratschmiedl mit all der Virtuosität, welch ihn immer in chargierten Pathien so sehr auszeichnet, […] Nach dem Helden der Posse müssen wir gleich die Heldinnen, da sind die fünf Putzhändlerinnen, lobend erwähnen.“

## Trivia
Johann Strauss (Sohn) komponierte 1858 die Tritsch-Tratsch-Polka (op. 214). Der Titel hängt mit der Posse von Johann Nestroy und mit der gleichnamigen humoristischen Zeitung zusammen, im Notentitelblatt werden daher beide Namensquellen gezeigt.
Von 1979 bis 1984 gab es im Österreichischen Fernsehen die Sendung Tritsch Tratsch mit den Moderatoren Guido Baumann und Joki Kirschner. Hier  startete Vera Russwurm als Tritsch Tratsch-Mädchen ihre Karriere.